# Kanton Barjols
Der Kanton Barjols war bis 2015 ein französischer Wahlkreis im Arrondissement Brignoles, im Département Var und in der Region Provence-Alpes-Côte d’Azur; sein Hauptort war Barjols. Vertreter im Generalrat des Départements war zuletzt von 2008 bis 2015 Michel Partage (DVG).
Der Kanton lag im Mittel auf 562 Meter Höhe. Der tiefste Punkt lag mit 162 m in Châteauvert, der höchste mit 801 m in Pontevès.

## Gemeinden
Der Kanton bestand aus neun Gemeinden:
| Gemeinde                  | Einwohner Jahr | Fläche km² | Bevölkerungsdichte | Code INSEE | Postleitzahl |
| ------------------------- | -------------- | ---------- | ------------------ | ---------- | ------------ |
| Barjols                   | 3.060 (2013)   | 30,06      | 102 Einw./km²      | 83012      | 83670        |
| Bras                      | 2.567 (2013)   | 34,93      | 73 Einw./km²       | 83021      | 83149        |
| Brue-Auriac               | 1.256 (2013)   | 36,73      | 34 Einw./km²       | 83025      | 83119        |
| Châteauvert               | 138 (2013)     | 27,52      | 5 Einw./km²        | 83039      | 83670        |
| Esparron                  | 341 (2013)     | 30,04      | 11 Einw./km²       | 83052      | 83560        |
| Pontevès                  | 786 (2013)     | 41,07      | 19 Einw./km²       | 83095      | 83670        |
| Saint-Martin-de-Pallières | 244 (2013)     | 26,33      | 9 Einw./km²        | 83114      | 83560        |
| Seillons-Source-d’Argens  | 2.471 (2013)   | 25,11      | 98 Einw./km²       | 83125      | 83470        |
| Varages                   | 1.145 (2013)   | 35,11      | 33 Einw./km²       | 83145      | 83670        |